# Reyer Venezia 1986-1987
Questa voce raccoglie le informazioni riguardanti la Reyer Venezia nelle competizioni ufficiali della stagione 1986-1987

## Stagione
La Reyer Venezia con sponsor Giomo promossa dalla Serie A2 ritorna in serie A1 e finisce al 9 posto su 16 squadre. Drazen Dalipagic segnò 70 punti nella partita contro la Virtus Bologna per 107-102.

## Roster
- Sandro Brusamarello
- Loris Barbiero
- Moris Masetti
- Fabio Marzinotto
- Aldo Seebold
- Ratko Radovanović
- Tullio De Piccoli
- Drazen Dalipagić
- Roberto Nicoletti
- Carlo Spillare
- Allenatore: Tonino Zorzi[2]
- Vice allenatore: